# Humberto Solano
Humberto Solano (nascido em 9 de dezembro de 1944) é um ex-ciclista olímpico costa-riquenho. Representou sua nação nos Jogos Olímpicos de Verão de 1968, na prova de corrida individual em estrada.